# Royal Navy im Ersten Weltkrieg
Die Royal Navy hatte zu Beginn des Krieges drei Hauptaufgaben: die britische Expeditionsarmee nach Frankreich zu bringen und ihren Nachschub und ihre Verstärkung sicherzustellen; eine Blockade gegen Deutschland zu errichten und aufrechtzuerhalten; und die Sicherheit des britischen Welthandels zu gewährleisten.

## Hintergrund
Zu Beginn des zwanzigsten Jahrhunderts befand sich die Royal Navy auf dem Höhepunkt ihrer Macht. Die Marine Nationale war seit Jahren keine Bedrohung mehr, Russland hatte 1905 bei Tsushima eine vernichtende Niederlage gegen die Japaner erlitten, und die United States Navy war unbedeutend. Die deutschen Schiffbaupläne wurden jedoch als Herausforderung für die britische Vormachtstellung gesehen und führten zu einem Wettrüsten auf See. Während sich die Beziehungen zu Deutschland verschlechterten, schloss sich Großbritannien der Entente Cordiale an. In der Zwischenzeit führte „Jackie“ Fisher eine Reihe von radikalen Reformen durch, die die Royal Navy in eine hochmoderne Seestreitkraft verwandeln sollten. Dazu gehörten die Einführung von U-Booten, dampfgetriebenen Turbinen, die Umstellung von Kohle auf Öl, verbesserte Torpedos und ein überarbeitetes Ausbildungssystem. Darüber hinaus wurde der Sold erhöht und die körperliche Züchtigung auf ein Minimum reduziert.

## Geschichte

### 1914
Nach Ausbruch des Krieges begann die Royal Navy sofort mit der Einrichtung einer Blockade entlang der deutschen Nordseeküste. Damit sollte der Seeverkehr und der Handel Deutschlands unterbrochen werden. Im Mittelmeer musste die Royal Navy ihre erste strategische Niederlage erleben, als es der deutschen Mittelmeerdivision (Schlachtkreuzer Goeben und Kleiner Kreuzer Breslau) gelang, den Briten zu entkommen und unbeschadet die Dardanellen zu erreichen. Die erste größere Auseinandersetzung fand am 28. August vor Helgoland statt und endete mit einem Sieg der Royal Navy. Es folgten weitere Gefechte vor Texel und Yarmouth, die die Briten ebenfalls für sich entscheiden konnten. Trotzdem entwickelte sich die Situation zu Ungunsten der Briten. Am 22. September wurden drei Kreuzer von einem deutschen U-Boot versenkt und einen Monat später sank das Schlachtschiff Audacious durch eine Minenexplosion. Am 1. November erlitten die Briten im Seegefecht bei Coronel die erste größere Niederlage seit 100 Jahren. Die britische Admiralität reagierte daraufhin mit der Entsendung einer Flotte unter dem Kommando von Admiral Frederik Doveton Sturdee, um die deutschen Schiffe zu verfolgen. Dies führte zur Seeschlacht bei den Falklandinseln am 8. Dezember, bei der die Royal Navy die deutschen Schiffe vernichtete und die Kontrolle über den südlichen Atlantik zurückzugewann. Um die bis dahin letzte offene Versorgungsroute nach Russland aufrechtzuerhalten, erhielt die Royal Navy im November den Auftrag, eine Machtdemonstration bei den Dardanellen durchzuführen.

### 1915
Zu Beginn des Jahres musste die Royal Navy mit der Versenkung eines weiteren, allerdings veralteten Schlachtschiffs der Formidable einen weiteren Verlust hinnehmen. Der deutschen Strategie folgend, durch kleinere Angriffe ein Auslaufen der Grand fleet zu provozieren, kam es am 24. Januar vor der Doggerbank erneut zu einem Aufeinandertreffen. Zwar konnten die Briten den Kreuzer Blücher versenken, trotzdem endete das Gefecht ohne klaren Gewinner. Zusammen mit der Erklärung des unbeschränkten U-Boot-Kriegs kam es in den Dardanellen zu weiteren Versuchen, die Meerenge einzunehmen, die jedoch zu keinem klaren Ergebnis kamen. Im März kam es zum Hauptangriff auf die Dardanellen, der jedoch unter dem Verlust von drei Schlachtschiffen abgebrochen werden musste. Im Mai folgten weitere Angriffe, die jedoch den Verlust von drei weiteren Großkampfschiffen mit sich brachten. Es wurden weitere Angriffe in Erwägung gezogen, doch aufgrund von Meinungsverschiedenheiten und der erhöhten Gefahr durch deutsche U-Boote wurden bis Dezember alle Offensivoperationen eingestellt. Trotz des uneingeschränkten U-Bootkrieges endete das Jahr 1915, ohne dass die Deutschen einen entscheidenden Vorteil gegenüber der Royal Navy erzielen konnten.

### 1916
Hatte zu Beginn des Krieges noch eine nummerische Überlegenheit an U-Booten von 3,5:1 für die Royal Navy bestanden, erhöhte sich die Zahl der Deutschen U-Boote bis zur Mitte des Jahres auf 134 gegen über 90 auf Seiten der Briten. Bis zum Beginn der Skagerrakschlacht im Juni bestanden die Kriegshandlungen in der Nordsee lediglich im Patrouliendienst und dem Legen von eigenen und dem Räumen von feindlichen Seeminen.
Am frühen Morgen des 31. Mai wurde Admiral Franz von Hipper mit fünf Schlachtkreuzern entlang der dänischen Küste nach Norden geschickt, während ihm 80 km weiter südlich die aus 24 Schlachtschiffen bestehende Hochseeflotte folgte. Zu den beiden deutschen Verbänden gehörten auch elf Kleine Kreuzer und 63 Zerstörer. Die britische Grand Fleet, die die deutschen Funksprüche entschlüsseln konnte, befand sich bereits auf See und dampfte in zwei Divisionen nach Osten. Die südliche Flotte unter Admiral David Beatty bestand aus sechs Schlachtkreuzern und vier Schlachtschiffen. 112 km weiter nördlich befand sich die Hauptstreitmacht aus drei Schlachtkreuzern und 24 Schlachtschiffen unter dem Kommando von Admiral John Jellicoe. Zusätzlich gehörten zu den beiden britischen Verbänden 34 Leichte Kreuzer und 80 Zerstörer. Um 15:25 Uhr sichteten sich die Schlachtkreuzergeschwader von Hipper und Beatty. Hipper änderte den Kurs und dampfte nach Süden, um die Lücke zur Hochseeflotte zu schließen. Beatty wendete ebenfalls. Die beiden Streitkräfte lieferten sich auf parallelem Kurs ein einstündiges Duell, das die Deutschen für sich entscheiden konnten, indem sie die Schlachtkreuzer Indefatigable und Queen Mary versenkten. Als Scheers Hauptflotte in Sicht kam, drehte Beatty nach Norden ab. Beide deutschen Gruppen folgten. Dadurch kamen sie bald in Reichweite von Jellicoes Flotte, die in südöstlicher Richtung unterwegs war. Als sich die beiden Hauptflotten einander näherten, wendete Jellicoe nach Osten, um zwischen die Deutschen und die dänische Küste zu gelangen. Das Hauptgefecht begann gegen 18.00 Uhr. Hippers Flaggschiff, die Lützow, wurde außer Gefecht gesetzt, die britische Invincible versenkt. Als die britischen Flotten seine Vorhut kreuzten (das sogenannte „crossing the T“), drehte Reinhard Scheer unter dem Schutz einer Rauchwand und Torpedoangriffen von Zerstörern nach Südwesten ab. Das Feuer wurde bis zur Dunkelheit fortgesetzt. Die Briten hatten nun einen deutlichen Vorteil, da sie zwischen der deutschen Hochseeflotte und ihrer Basis standen. Gegen 22:00 Uhr wendete Scheer jedoch seine Schiffe nach Südosten und begann, sich einen Weg durch die britischen leichten Kräfte im hinteren Teil von Jellicoes Linie zu bahnen. In einem verwirrenden vierstündigen Nachtkampf brachen die deutschen Schiffe durch und konnten bis zum Morgen entkommen. Bei dieser Aktion verloren die Deutschen die schwer beschädigte Lützow und das Schlachtschiff Pommern. Die britische Grand Fleet kehrte daraufhin zu ihren Stützpunkten zurück.
Am 16. August kam es erneut zu einem Aufeinandertreffen zwischen der Royal Navy und der Hochseeflotte. Nach kurzem Kampf bei nur leichten Schäden auf beiden Seiten zogen sich die Deutschen nach Wilhelmshaven zurück. Dies war das letzte Mal, dass die Deutsche Flotte einen so weiten Vorstoß nach Norden unternahm. Gleichzeitig wurde von der Admiralität beschlossen, aufgrund der Minen- und U-Bootgefahr keine weiteren Flottenoperationen südlich von 55° 30' Nord durchzuführen. Im Herbst 1916 beschloss das deutsche Oberkommando, erneut die britischen Handelsrouten auf den Weltmeeren mit Handelsstörern anzugreifen. Bis ins Frühjahr 1917 versuchte die Royal Navy vergeblich, diese deutschen Schiffe zu finden und zu stoppen.

### 1917
Nachdem die Hochseeflotte zu keiner weiteren größeren Operation auslief, beschränkte sich die Aufgabe der Royal Navy auf die Bekämpfung der deutschen U-Boote sowie dem Legen als auch dem Räumen von Minen. Ende Januar wurde auf einer Marinekonferenz in London nach langer Diskussion beschlossen, dass alle britischen Schlachtschiffe im Mittelmeer, mit Ausnahme der Lord Nelson und der Agamemnon, nach Hause gerufen werden sollten, um Besatzungen für die Zerstörer und leichten Kreuzer zu stellen, die im Laufe des Jahres fertiggestellt werden sollten. Zwischen März und Oktober kam es zu einzelnen Scharmützeln, die schließlich mit dem zweiten Seegefecht bei Helgoland endeten; das Gefecht endete mit einem Unentschieden. Anfang des Jahres hatte das deutsche Oberkommando mit der Wiederaufnahme des uneingeschränkten U-Bootkrieges begonnen. Im April hatten sich die Verluste auf 545.282 Tonnen an Schiffsladung erhöht. Schätzungen der Admiralität gingen davon aus das bei dieser Größenordnung der Krieg bis November mit einer Niederlage für Großbritannien enden würde. Um diese Gefahr abzuwenden, wurde noch im gleichen Monat das Konvoisystem eingeführt. Bis Ende des Jahres reduzierten sich dadurch die Verluste auf 253.087 Tonnen. Um im Ärmelkanal gegen die deutschen U-Boote vorgehen zu können, unternahm die Royal Navy im Mai und Juni mehrere vergebliche Versuche, die schweren Küstenbatterien an der Küste von Flandern zu vernichten. Trotz dieses Fehlschlags gelang es den Briten im Sommer, die wieder einsetzenden Bewegungen der deutschen Handelsmarine vor Flandern zu stoppen.

### 1918
Im April unternahm die Royal Navy einen erneuten Versuch, die deutschen U-Boote in Flandern zu stoppen, der ebenfalls mit einem Fehlschlag endete. Bis auf den Überfall auf Kattegat im April, den Angriff von Marinefliegern auf Tondern im Juli und die Bombardierung von Durrës im Oktober gab es keinerlei größere Kriegshandlungen. Die meisten Auseinandersetzungen fanden zwischen einzelnen Schiffen statt, wobei die Royal Navy bis Oktober 30 deutsche U-Boote versenken konnte. Am 9. und 10. November verlor die Royal Navy mit dem Einheitslinienschiff Britannia und dem Minenräumer Ascot die letzten beiden Schiffe dieses Krieges.

## Nachwirkungen
Der Sieg über Deutschland 1918, der unter erheblichen menschlichen Opfern errungen wurde, stellte die Seestreitkräfte vor ebenso viele Herausforderungen wie er sie löste. Bis 1914 galt der Two Power Standard, der die Stärke der Royal Navy auf das Doppelte der beiden nächstgrößeren Seestreitkräfte festlegte. Der Krieg hatte jedoch die Marinebestrebungen der Vereinigten Staaten und Japans zur Geltung gebracht, sodass eine Rückkehr zu diesem früheren Zwei-Mächte-Standard nicht mehr möglich war. Der Konflikt mit den deutschen U-Booten hatte ein tiefes Bündnis zwischen den Briten und den USA entstehen lassen, die zuvor als potenzielle Rivalen um die Vorherrschaft in der Seefahrt galten. Es wurde deutlich, dass die britische Marine ohne die Unterstützung der Amerikaner nicht in der Lage gewesen wäre, den Krieg zu gewinnen.

### Stärke und Verluste
Die Verluste der Royal Navy während des Krieges lagen bei etwa 40.000; darunter 34.600 Gefallene und 5.100 Verwundete. Hinzu kamen 1.250 Kriegsgefangene 1914 bestand die Royal Navy aus 3 Flotten. Die Grand Fleet, die Channel Fleet und die Mediterranean Fleet. Die größte von ihnen mit 29 Schlachtschiffen (acht davon waren Einheitslinienschiffe der King-Edward-VII-Klasse) und vier Schlachtkreuzern, war die Grand Fleet. Die Channel Fleet hatte 14 Großkampfschiffe und die Mediterranean Fleet bestand aus drei Schlachtkreuzern und 8 Kreuzern. Insgesamt hatte die Royal Navy zu Beginn des Krieges 622 Schiffe. Bis November 1918 steigerte sich die Anzahl auf über 1.354. Die Verluste lagen bei 254 Schiffen.

## Führung, Kontrolle und Organisation
Die oberste Behörde, die mit der Leitung der Royal Navy betraut war, war das Board of Admiralty. Das Board bestand während des Krieges aus neun Mitgliedern. Der Erste Lord der Admiralität war der leitende Regierungsbeauftragte für alle Marineangelegenheiten und verantwortlich für die Leitung und Kontrolle der Admiralität. Der Erste Seelord war zuständig für die Kriegsführung und die Aufteilung der Flotte. Der Zweite Seelord war zuständig für die Rekrutierung und Ausbildung der Seeleute, der Royal Marines, der Sanitäter, Krankenschwestern und Ärzte, der Disziplin und der Ernennung aller Offiziere, mit Ausnahme derjenigen, die dem Ersten Lord vorbehalten waren. Der Zuständigkeitsbereich des Dritten Seelords umfasste die Planung und Konstruktion für die Flotte, einschließlich der Schiffe und ihrer Maschinen, der Panzerung, der Marinegeschütze und der Lafetten, der Flugzeuge und Luftschiffe und der Dockanlagen, sowie der Änderungen und Ergänzungen an Schiffen, die sich auf die Konstruktion oder die Kampfkraft auswirkten. Dazu gehörte die Erstellung von Kostenvoranschlägen für alle in einem Jahr fälligen Neubauten im Rahmen laufender und zukünftiger Programme, die Aufsicht über die Abteilungen des Director of Naval Construction, des Engineer-in-Chief, des Naval Ordnance Department, des Directorate of Naval Equipment, des Air Departments und des Admiralty Compass Observatory. Der Vierte Seelord befasste sich mit allen Fragen, die den Sold, die Bekohlung, die Verpflegung und die Vorräte aller Art betrafen, sowie mit Fragen, die Uniformen, Orden, Arrestkasernen, Deserteure, Kollisionen und Bergungen betrafen. Der Civil Lord befasste sich mit Bauvorhaben und Gebäuden, einschließlich Grundstückskäufen und Pachtverträgen. während der Additional Civil Lord (ein 1912 geschaffener Posten) die Position eines allgemeinen Geschäftsführers einnahm, der die Verträge über den Kauf und Beschaffung von Material, Werftmaschinen und Vorräte aller Art überwachte. Zu seinen Aufgaben gehörten auch die allgemeine Organisation der Werften, einschließlich der Einstellung von Arbeitskräften, sowie alle geschäftlichen Fragen im Zusammenhang mit dem Bau und der Reparatur von Schiffen. Die Hauptaufgabe des Parlamentarischen Staatssekretärs umfasste Finanzen, Kostenvoranschläge sowie alle Vorschläge für neue und ungewöhnliche Ausgaben. Der Permanent Secretary war für die allgemeine Verwaltung tätig.

### Rekrutierung  und Ausbildung
1914 hatte die Royal Navy 139.045 Mann, zuzüglich einiger Royal Marines und der Küstenwache waren es sogar 146.047. Am Ende des Krieges im November 1918 dienten in der Royal Navy 407.316 Männer und Frauen. Bis zur Einführung der Wehrpflicht 1916 bestand die Royal Navy aus Freiwilligen. Die Gründe für den Eintritt in die Marine waren mal praktisch, mal romantisch. Ein wichtiger Faktor, der bis in die 1930er Jahre ein wichtiger Ansporn blieb, waren Armut und Hunger.

#### Offiziere
Vor dem Ersten Weltkrieg konnten nur diejenigen in die Offizierslaufbahn der Royal Navy eintreten, deren Eltern die hohen Gebühren für die Ausbildung von Marinekadetten auf der HMS Britannia, dem Offiziersausbildungsschiff, oder an den 1905 gegründeten Colleges der Royal Navy in Dartmouth und Osborne aufbringen konnten. Das Schulgeld in Osborne und Dartmouth entsprach dem vieler der besten öffentlichen Schulen, aber im Gegensatz zu den öffentlichen Schulen boten die Marineschulen keine Stipendien an. Die Kadetten wurden im Alter von zwölf oder dreizehn Jahren nach einer körperlichen Untersuchung, einem Gespräch und einer schriftlichen Prüfung in die Marine aufgenommen. Der Gesundheitstest bestand darin, barfuß über einen nassen Boden zu laufen (um eventuelle Plattfüße zu erkennen) und verschiedene farbige Glasstücke zu betrachten, um Farbenblindheit festzustellen. Vor dem Vorstellungsgespräch mussten die Bewerber einen Aufsatz über ein vom Prüfungsausschuss vorgegebenes Thema schreiben. Aufgrund der hohen Studiengebühren und des individuellen Vorstellungsgesprächs stammten fast alle Offiziere während des Krieges aus der oberen Mittelschicht und dem ländlichen Adel. Die Ausbildung dauerte insgesamt 4 Jahre und war äußerst hart. Die Ausbilder legten Wert auf körperliches Training, Disziplin und praktische Seemannskunst.
Nach dem Ende der Ausbildung an Land folgte eine sechsmonatige Kreuzfahrt auf einem Schulschiff, nach der der Kadett als Fähnrich auf ein reguläres Kriegsschiff wechselte. Dort verbrachte er dann 28 Monate und wurde, nachdem er seine Vorgesetzten von seinen Fähigkeiten überzeugen konnte, zum Sub-Lieutenant auf Zeit ernannt. Wenn er zu einem späteren Zeitpunkt weitere Prüfungen in den Bereichen Geschützwesen, Torpedos und Technik bestanden hatte, wurde er zum vollwertigen Sub-Lieutenant befördert. Nach einer ein- bis dreijährigen Dienstzeit auf See konnten sich Offiziere freiwillig für die Auswahl als Spezialisten in den Bereichen Navigation, Waffenkunde oder Technik melden. Diejenigen, die ausgewählt wurden, absolvierten zunächst einen Studienkurs am Royal Naval College in Greenwich, in dem sie ihre Kenntnisse in den für sie relevanten wissenschaftlichen Bereichen überprüften und erweiterten. Anschließend besuchten sie einen Kurs an den Ausbildungseinrichtungen in Portsmouth oder in Devonport. Nach Bestehen des Qualifizierungskurses wurden sie als Leutnant (N), (G), (T) oder (E) ausgezeichnet. Neben diesem üblichen Verfahren gab es drei weitere Methoden, mit denen die Marine ihre Offiziere rekrutierte und ausbildete. Die erste, das so genannte „special entry“-System, wurde 1913 eingeführt. Die Kadetten wurden im Alter zwischen 17 und 18 Jahren von den öffentlichen Schulen aufgenommen und wurden nach einer modifizierten Ausbildung zum Leutnant ernannt. Dieses System wurde daher als „Direkteinstieg“ bezeichnet und wurde in zunehmendem Maße auf die Royal Marines angewandt, deren Offiziere ursprünglich eine Ausbildung in Osborne und Dartmouth durchlaufen sollten. Schließlich erhielt die Marine einen Teil ihrer Offiziere durch die Beförderung von Männern aus den Mannschaftsdienstgraden; dies galt jedoch 1914 nur für die Exekutiv- und Ingenieurabteilung.

#### Mannschaften
Junge Männer traten zwischen dem 15. und 16. Lebensjahr in die Marine ein, um sich zum Seemann ausbilden zu lassen. Sie mussten von sehr gutem Charakter sein und sollten die schriftliche Zustimmung der Eltern oder des Vormunds auf dem vom Rekrutierungsoffizier bereitgestellten Formular haben. Männer, die in Gefängnissen oder Besserungsanstalten gewesen waren, wurden nicht aufgenommen. Ausnahmen bildeten die Männer, die eine Industrieschule besuchten, vorausgesetzt sie hatten einen sehr guten Charakter und konnten eine Sondergenehmigung des Inspektionskapitäns der „Boys' Training Ships“ vorlegen. Neue Rekruten erhielten ihre Erstausbildung an Bord eines der Ausbildungsschiffe in Portsmouth Devonport oder Portland. Hier lernten sie zu schwimmen, das Schiff zu reinigen, ihre Uniformen zu tragen und zu pflegen und erwarben grundlegende seemännische Fähigkeiten. Wie an den Marineschulen war die Ausbildung streng und anspruchsvoll, manchmal sogar brutal. Bei jedem Wetter wurde die Ausbildung fortgesetzt. Die Verpflegung war schlecht, die Strafen streng und Lohnausfälle waren an der Tagesordnung.

Die Bewerber für die Tätigkeit als Maschinist mussten zwischen 21 und 28 Jahre alt und kompetente Fachkräfte in einem der folgenden Berufe sein: Maschinenschlosser oder Dreher, Kupferschmied und Kesselschmied. Gelegentlich wurden auch einige Modellbauer und Gießer aufgenommen. Die Bewerber wurden auf den folgenden Gebieten getestet bevor sie aufgenommen werden konnten: Lesen und Schreiben, die vier Grundrechenarten beherrschen, allgemein mit den Namen und der Verwendung der verschiedenen Teile des Schiffsantriebs vertraut sein, den Gebrauch und die Handhabung der Dampf- und Wassermesser und anderer Kesselarmaturen verstehen, wissen, wie man die Dichte und die Höhe des Wassers in den Kesseln feststellt, die Arbeitsweise der Maschine verstehen und wissen, was im Falle des Eindringens von Wasser in die Zylinder zu tun ist. Darüber hinaus mussten sie vertraut sein, wie man sich im Falle eines Unfalls im Maschinenraum zu verhalten hat. Die Anwärter für den Beruf des Elektrikers mussten ebenfalls zwischen 21 und 28 Jahre alt sein, in einem Handwerksberuf gearbeitet haben, Bruchrechnung beherrschen und mindestens fünf Jahre Berufserfahrung vorweisen.

#### Bezahlung und Beförderung
Leutnants wurden automatisch in den Rang eines Oberleutnants befördert, wenn sie acht Jahre im niedrigeren Dienstgrad verbracht hatten. Die Beförderung zum Commander und Captain erfolgte durch Auswahl. Die nächste Stufe, die Beförderung zum Flaggoffizier, erfolgte nach Dienstalter, wobei jede frei werdende Stelle automatisch durch den Kapitän an der Spitze dieses Ranges besetzt wurde. Die Beförderung zum Flottenadmiral erfolgte schließlich durch den König.
| Bezahlung      | Jährlich |
| -------------- | -------- |
| Flottenadmiral | 2190 £   |
| Admiral        | 1825 £   |
| Vizeadmiral    | 1460 £   |
| Konteradmiral  | 1095 £   |

| Bezahlung      | Jährlich                     |
| -------------- | ---------------------------- |
| Kommodore      | 1095 £                       |
| Flottenkapitän | 1095 £                       |
| Kapitän        | 410 £ 12 s 6 d bis 602 £ 5 s |
| Stabskapitän   | 511 £                        |
| Commander      | 401 £                        |
| Lieutenant     | 182 £ 10 s bis 292 £         |
| Maat           | 146 £                        |
| Sublieutenant  | 91 £ 5 s                     |
| Midshipman     | 31 £ 18 s 9 d                |

| Bezahlung           | Bei Dienstantritt | Nach 3 Jahren | Nach 6 Jahren |
| ------------------- | ----------------- | ------------- | ------------- |
| Chief Petty Officer | 3 s 8 d           | 4 s           | 4 s 4 d       |
| Petty Officer       | 3 s               | 3 s 2 d       | 3 s 4 d       |
| Leading Seaman      | 2 s 2d            | 2 s 4 d       |               |
| Able Seaman         | 1 s 8 d           |               | 1 s 11d       |
| Ordinary Seaman     | 1 s 3d            | 1 s 3d        | 1 s 3d        |